# Banner of the Stars
Autre
Banner of the Stars (星界の戦旗, Seikai no Senki, litt. L'étendard de guerre des étoiles) est une série de romans de science-fiction écrite par Hiroyuki Morioka, connue hors du Japon par son adaptation en anime. L'histoire commence trois ans après les événements décrits par Crest of the Stars, au moment où Ghintec, qui a fini l'école militaire, prend un poste de secrétaire dans le vaisseau Basrogrh, commandé par Lamhirh. C'est aussi à ce moment que l'Empire humain des Abh, qui a patiemment accru les effectifs de sa flotte, passe à l'offensive pour reprendre les territoires conquis par l'Union humaine lors du début de la guerre.
Malgré un contexte plus militaire, l'histoire reste centrée sur l'évolution des rapports entre Ghintec et Lamhirh. C'est surtout l'occasion de mieux connaître les Abh et le fonctionnement de l'Empire humain des Abh. Tout ce qui faisait l'intérêt de Crest of the Stars a été conservé : la découverte d'une civilisation originale, la forte présence du baronh, dont Hiroyuki Morioka poursuit le développement avec, parfois, quelques incohérences avec ce qui en a été révélé dans Crest of the Stars.

## Les romans
En 2020, Banner of the Stars compte six volumes, publiés par Hayakawa Publishing :
- Seikai no senki I : Kizuna no katachi (星界の戦旗I 　絆のかたち, Banner of the Stars I : La forme du lien) (1996)
- Seikai no senki II : Mamoru beki mono (星界の戦旗II 　守るべきもの, Banner of the Stars II : Ce qu'il faut protéger) (1998)
- Seikai no senki III : Kazoku no shokutaku (星界の戦旗III 　家族の食卓, Banner of the Stars III : Dîner de famille) (2001)
- Seikai no senki IV : Kishimu jikū (星界の戦旗IV 　軋む時空, Banner of the Stars IV : L'espace-temps disloqué) (2004)
- Seikai no senki V : Shukumei no Shirabe (星界の戦旗V 　宿命の調べ, Banner of the Stars V : L'investigation fatidique) (2013)[1]
- Seikai no senki 6, Banner of the Stars VI) (2018)

La série est loin d'être terminée, car Hiroyuki Morioka a déclaré que l'ensemble formé par Crest of the Stars, Banner of the Stars et Seikai no danshō doit raconter l'histoire de Lamhirh, de sa naissance à son accession au trône.
Ces ouvrages sont, en 2024, inédits en français.

## L'adaptation animée
L'adaptation en anime a été effectuée par la même équipe qui avait réalisé Crest of the Stars. Contrairement à la première série de romans, qui avait été adaptée en une série, chaque volume de Banner of the Stars a fait l'objet d'une adaptation distincte : les deux premiers ont été adaptés en deux séries télévisées (respectivement 13 et 10 épisodes), diffusées sur la chaîne payante WOWOW, le troisième en une OAV en deux parties. On ignore si le quatrième tome fera l'objet d'une adaptation.
La structure de Crest of the Stars a été conservée. Le premier l'épisode s'ouvre par l'anticipation d'une scène clef, entièrement dite en baronh, sans sous-titres. Chaque épisode commence par un prologue, en baronh sous-titré. Contrairement à Crest of the Stars, ce prologue porte sur le contexte de la guerre, et varie peu d'un épisode à l'autre.

## Les personnages
Banner of the Stars poursuit le développement de personnages vus dans Crest of the Stars tels que l'amirale Spaurh ou Dusanh (à peine aperçu au début de l'histoire). C'est surtout l'occasion de rencontrer de nouveaux personnages comme les membres du Basrogrh (Samsonn, Aicrÿac, Saubach) ou la supérieure directe de Lamhirh dans Banner of the Stars I, Atosrÿac, sœur du baron de Faibdach.

## Remarques
Contrairement à Crest of the Stars, qui se déroulait relativement en marge de l'Empire humain des Abh, Banner of the Stars place le lecteur / spectateur dans les rouages de l'Empire, en particulier de la Flotte spatiale. Il suit en parallèle le développement du conflit entre l'Empire humain des Abh et la Triple Alliance et l'évolution des rapports entre Lamhirh et Ghintec. Celui-ci, devenu comte de Haïdec depuis la mort de son père, est moins mal à l'aise que dans Crest of the Stars, même si une des questions centrales de l'histoire reste sa difficulté à trouver un lieu où il serait chez lui. À cet égard, les derniers mots de Lamhirh à la fin de Banner of the Stars III semblent apporter un début de solution.

## Sources et liens
Hiroyuki Morioka a explicité de nombreux aspects de l’univers de Crest of the Stars et Banner of the Stars en annexe des romans ou dans des ouvrages parallèles. Ces informations, non accessibles au lecteur français, ont été reprises dans certains sites.
- (en) Abh Nation (Le site le plus complet sur l’univers de Crest of the Stars)

Pour des informations plus complètes sur l’anime
- (en) Banner of the Stars I sur Anime News Network
- (en) Banner of the Stars II sur Anime News Network
- (en) Banner of the Stars III sur Anime News Network